# Селемет
Селемет (рум. Selemet) — село в Чимишлийском районе Молдавии. Относится к сёлам, не образующим коммуну.

## География
Село расположено на высоте 100 метров над уровнем моря.

## Население
По данным переписи населения 2004 года, в селе Селемет проживает 3803 человека (1843 мужчины, 1960 женщин).
Этнический состав села:
| Национальность | Число жителей | Процентный состав |
| -------------- | ------------- | ----------------- |
| молдаване      | 3737          | 98.26             |
| русские        | 23            | 0.6               |
| румыны         | 17            | 0.45              |
| украинцы       | 13            | 0.34              |
| гагаузы        | 7             | 0.18              |
| болгары        | 4             | 0.11              |
| прочие         | 2             | 0.05              |
| Всего          | 3803          | 100%              |